# Maryja Kalesnikawa
Maryja Alaksandrauna Kalesnikawa (biał. Марыя Аляксандраўна Калеснікава; ros. Мария Александровна Колесникова, Marija Aleksandrowna Kolesnikowa; ur. 24 kwietnia 1982 w Mińsku) – białoruska flecistka, dyrygentka, feministka, działaczka polityczna, podczas wyborów prezydenckich 9 sierpnia 2020 koordynatorka sztabu Wiktara Babaryki i jedna z liderek opozycji. Więzień polityczny i więzień sumienia.

## Życiorys
Kalesnikawa pochodzi z rodziny inżynierów. Matka zmarła w 2019, ojciec Alaksandr służył na okręcie podwodnym, wykładał na uczelni lotniczej, pracował w biznesie. Kalesnikawa ma siostrę.
Ukończyła Białoruską Państwową Akademię Muzyki w Mińsku w klasie fletu i dyrygentury. Studiowała także w Wyższej Szkole Muzyki w Stuttgarcie, gdzie przez pewien czas grała zawodowo.
Przez 17 lat uczyła gry na flecie w mińskim gimnazjum. Wchodziła w skład orkiestry teatralnej, prezydenckiej oraz orkiestry Michaiła Finberga.

## Działalność polityczna
W 2020 Kalesnikawa weszła w skład sztabu Wiktara Babaryki. 16 lipca w imieniu Babaryki Kalesnikawa ogłosiła o zjednoczeniu kampanii wraz z Waleryjem Cepkałą i Swiatłaną Cichanouską. Aktywnie uczestniczyła w mityngach w trakcie kampanii oraz wyborów. 8 sierpnia wieczorem Kalesnikawa została zatrzymana przez milicję, jednak szybko ją zwolniono. 18 sierpnia weszła w skład opozycyjnej Rady Koordynacyjnej, nazajutrz będąc wybraną do jej prezydium. Została powtórnie zatrzymana 7 września.
10 września 2020 r. dwanaście organizacji, między innymi: Centrum Obrony Praw Człowieka Wiosna, Białoruskie Stowarzyszenie Dziennikarzy, Białoruski Komitet Helsiński, uznały ją za więźnia politycznego. 9 września wiceprzewodnicząca Bundestagu Claudia Roth objęła patronatem Kalesnikawą. 11 września 2020 r. Amnesty International uznała Kalesnikawą za więźnia sumienia.
6 września 2021 sąd w Mińsku skazał Kalesnikawą na 11 lat pozbawienia wolności za udział w spisku i próbę obalenia władz.
W 2021 roku otrzymała Nagrodę Praw Człowieka im. Václava Havla.